# Beñat Urretabizkaia
Beñat Urretabizkaia Eizmendi, llamado Urretabizkaia II, nacido en Ikaztegieta (Guipúzcoa) el 25 de diciembre de 1992, es un pelotari español de pelota vasca en la modalidad de mano. Su padre fue manista profesional.